# Rapp-Motorenwerke
Rapp-Motorenwerke GmbH var en tysk flygmotorfabrik i München grundad av Karl Rapp. Företaget kom efter några namnbyten och sammanslagningar att bli Bayerische Motoren-Werke.
Rapp-Motorenwerke grundades 29 april 1913 av Karl Rapp, som tillsammans med bara sju medarbetare tillverkade kraftiga åtta- och tolvcylindriga flygmotorer. Till följd av första världskriget blev behovet av flygmotorer stort i Tyskland och redan 1914 var det 370 anställda på fabriken. Kvalitén på motorerna var inte vad tyska krigsmakten önskade. Med minskade order gick det snabbt utför med företaget. 
För att återfå marknadsandelar inledde man en licenstillverkning av Ferdinand Porsches nya 350 hk Austro-Daimler flygmotor. För att övervaka tillverkningen av motorerna vid Rapp-Motorenwerke anlitade Porsche ingenjören Franz Josef Popp vid Daimler i Wien. När Popp besökte fabriken trodde han inte sina ögon när han såg de primitiva små träbarackerna på Schleissheimer Strasse där tillverkningen skedde. På grund av sjukdom tvingades Rapp dra sig tillbaka och Popp övertog ansvaret i företaget. Licenstillverkningen av Austro-Daimlermotorn omfattade totalt bara 224 enheter, och därför gällde det nu att finna något annat att producera. 
Gustav Otto köpte företaget 7 mars 1916 och slog det samman med Otto Flugzeugwerke. Samma år anställdes ingenjören Max Friz som tidigare arbetat vid Daimler i Stuttgart. Han fick uppdraget att konstruera en motor med överliggande kamaxel och 4-ventilsteknik för flygning på mycket höga höjder. Ryktet om fabrikens dåliga kvalité hängde dock kvar. För att förbättra ryktet och få en chans att sälja till militären bytte Popp företagets namn till Bayerische Motoren-Werke (BMW) 21 juli 1917. 